# Marguerite Jamois
Marguerite Jamois, née le 8 mars 1901 à Paris 5e et morte le 20 novembre 1964 à Paris 16e, est une actrice et metteur en scène de théâtre.

## Biographie
Elle est la fille d'Emile-Félicien Jamois, ciseleur et de son épouse Jeanne-Honorine Knoepfler, brodeuse.
Marguerite Jamois débute en 1920 chez Firmin Gémier comme figurante, puis immédiatement après, dans le rôle principal des Amants puérils de Fernand Crommelynck.
En 1921-22 elle joue avec Charles Dullin au Studio des Ursulines (rôle de Marianne dans L'Avare de Molière, L'Occasion de Mérimée) puis fait équipe définitivement avec Gaston Baty. Entre 1920 et 1947, elle crée 45 rôles différents.
Son physique assez austère ne la prédisposait pas à la comédie : en effet, ses plus grands rôles furent Martine de Jean-Jacques Bernard (1922) ; Maya de Simon Gantillon (1924) ; Phèdre ; La Mégère apprivoisée  et Lady Macbeth.
Une anecdote éclaire sa personnalité : son effacement apparent, hors de la scène, l'amena à dire juste avant d'entrer en scène pour répéter Arden de Feversham « je vais essayer de jouer » ; alors que sur scène elle y fit une création remarquée par la fureur contenue de ses sentiments.
Elle succède à Gaston Baty au théâtre Montparnasse à Paris à partir de 1943 pour vingt ans.
Elle est inhumée au cimetière du Père-Lachaise (95e division).

## Filmographie

### Cinéma
- 1949 : Le Secret de Mayerling de Jean Delannoy
- 1955 : Si Paris nous était conté de Sacha Guitry

### Télévision
- 1959 : Britannicus réalisation Jean Kerchbron

## Théâtre

### Comédienne
- 1921 : Les Amants puérils de Fernand Crommelynck, mise en scène Gaston Baty, Comédie Montaigne
- 1922 : L'Occasion de Prosper Mérimée, mise en scène Charles Dullin, Théâtre de l'Atelier
- 1922 : Martine de Jean-Jacques Bernard, mise en scène Gaston Baty, Théâtre des Mathurins
- 1923 : Martine de Jean-Jacques Bernard, mise en scène Gaston Baty, Baraque de la Chimère Saint-Germain-en-Laye
- 1923 : Je veux revoir ma Normandie de Lucien Besnard, mise en scène Gaston Baty, Baraque de la Chimère Saint-Germain-en-Laye
- 1924 : L'Invitation au voyage de Jean-Jacques Bernard, mise en scène Gaston Baty, Studio des Champs-Elysées
- 1925 : La Cavalière Elsa de Paul Demasy d'après Pierre Mac Orlan, mise en scène Gaston Baty, Studio des Champs-Elysées
- 1925 : Martine de Jean-Jacques Bernard, mise en scène Gaston Baty, Studio des Champs-Élysées
- 1925 : Mademoiselle Julie d'August Strindberg, mise en scène Gaston Baty, Comédie des Champs-Élysées
- 1928 : Le Premier Hamlet de Shakespeare, mise en scène Gaston Baty, Théâtre de l'Avenue
- 1930 : L'Opéra de quat'sous de Bertolt Brecht, mise en scène Gaston Baty, Théâtre Montparnasse
- 1932 : Comme tu me veux de Luigi Pirandello, mise en scène Gaston Baty, Théâtre Montparnasse
- 1933 : Crime et Châtiment d'après Fiodor Dostoïevski, mise en scène Gaston Baty, Théâtre Montparnasse
- 1933 : Milmort de Paul Demasy, mise en scène Paulette Pax, Théâtre de l'Œuvre
- 1934 : Prosper de Lucienne Favre, mise en scène Gaston Baty, Théâtre Montparnasse
- 1935 : Hommage des acteurs à Pirandello : Comme tu me veux de Luigi Pirandello, Théâtre des Mathurins
- 1938 : Arden de Feversham de Henri-René Lenormand, mise en scène de Gaston Baty, Théâtre Montparnasse
- 1940 : Phèdre de Jean Racine, mise en scène Gaston Baty, Théâtre Montparnasse
- 1942 : Macbeth de Shakespeare, mise en scène Gaston Baty, Théâtre Montparnasse
- 1943 : Hedda Gabler d'Henrik Ibsen, mise en scène Marguerite Jamois, Théâtre Montparnasse
- 1944 : Le Grand Poucet de Claude-André Puget, mise en scène Gaston Baty, Théâtre Montparnasse
- 1944 : Emily Brontë de Madame Simone, mise en scène Gaston Baty, Théâtre Montparnasse
- 1945 : Lorenzaccio d'Alfred de Musset, mise en scène Gaston Baty, Théâtre Montparnasse
- 1945 : La Mégère apprivoisée de Shakespeare, mise en scène Gaston Baty, Théâtre Montparnasse
- 1946 : Electra d'Eugene O'Neill, mise en scène Marguerite Jamois, Théâtre Montparnasse
- 1947 : L'Archipel Lenoir d'Armand Salacrou, mise en scène Charles Dullin, Théâtre Montparnasse
- 1949 : Neiges de Marcelle Maurette et Georgette Paul, mise en scène Marguerite Jamois, Théâtre Montparnasse
- 1951 : Les Liaisons dangereuses de Pierre Choderlos de Laclos, mise en scène Marguerite Jamois, Théâtre Montparnasse
- 1952 : Médée de Robinson Jeffers, mise en scène Georges Vitaly, Théâtre Montparnasse
- 1954 : Un nommé Judas de Pierre Bost et Claude-André Puget, mise en scène Jean Mercure, Comédie Caumartin
- 1955 : Un nommé Judas de Pierre Bost et Claude-André Puget, mise en scène Jean Mercure, Théâtre des Célestins
- 1957 : Faust de Goethe, mise en scène Gaston Baty, Théâtre Montparnasse

### Metteur en scène
- 1943 : Hedda Gabler d'Henrik Ibsen, Théâtre Montparnasse
- 1946 : Electra d'Eugene O'Neill, Théâtre Montparnasse
- 1949 : Neiges de Marcelle Maurette et Georgette Paul, Théâtre Montparnasse
- 1951 : Les Liaisons dangereuses de Pierre Choderlos de Laclos, Théâtre Montparnasse
- 1955 : La Petite Maison de thé de John Patrick, Théâtre Montparnasse
- 1957 : Le Journal d'Anne Frank de Frances Goodrich et Albert Hackett, Théâtre Montparnasse
- 1960 : Un goût de miel de Shelagh Delaney, adaptation Gabriel Arout et Françoise Mallet-Joris, Théâtre des Mathurins
- 1961 : Andromaque de Racine, Théâtre des Célestins
- 1961 : Le Marchand de Venise de William Shakespeare, Odéon-Théâtre de France